# 洛基恐怖秀
《洛基恐怖秀》（英語：The Rocky Horror Picture Show）是一部1975年英國和美國合拍的歌舞驚悚喜劇片，由吉姆·沙曼執導並與李察·歐布萊恩共同編劇，電影改編自歐布萊恩所創作的1973年同名音樂劇。本片的製作是在1970年代初諷刺和致敬1930年代的科幻與恐怖的B級片。由提姆·柯瑞、蘇珊·莎蘭登和巴瑞·波斯威克主演。
電影於英國的布雷製片廠的奧克利苑拍攝。因電影模仿和致敬許多媚俗的科幻和恐怖電影，服裝設計師蘇·布蘭對此進行了研究；布蘭說，電影的服裝都受到了龐克搖滾的流行趨勢所影響，如撕開網襪和染髮。
故事敘述一對年輕的未婚夫婦在風雨中因汽車拋錨而向附近一間古屋求助，該屋子的主人是名為法蘭克·N·福特博士的怪人，法蘭克的瘋狂科學行徑和異裝癖令人感到詭譎，使情侶倆分別受到誘惑而引發一連串怪事。
《洛基恐怖秀》的初始版本在一開始上映時受到的迴響並不大，直到在午夜場電影發行時受到了粉絲的熱烈歡迎而打開了知名度。在那之後更成為了流行文化的一部分，時常會有人角色扮演成片中的角色和模仿台詞。該片首映後的四十年仍在不少國家的電影院有限上映，成為影史上映最長久的電影。至今，仍擁有許多的狂熱粉絲。2005年，《洛基恐怖秀》由美國國會圖書館列入國家電影登記部下屬的國家電影保存委員會保護電影名單。
續集《電擊療法》於1981年推出，當中保留了布拉德和珍妮特兩個角色和一些演員的獨立故事。而重製版《洛基恐怖秀》則由肯尼·歐塔葛執導，是一部於2016年10月推出的電視電影。

## 外部連結
- 官方网站
- 互联网电影数据库（IMDb）上《洛基恐怖秀》的资料（英文）
- Box Office Mojo上《洛基恐怖秀》的資料（英文）
- 爛番茄上《洛基恐怖秀》的資料（英文）
- Metacritic上《洛基恐怖秀》的資料（英文）
- The Rocky Horror Picture Show （页面存档备份，存于） official trailer at YouTube